# Acanthophila latipennella
Acanthophila latipennella is een vlinder uit de familie tastermotten (Gelechiidae). De wetenschappelijke naam van de soort werd als Xystophora latipennella in 1937 gepubliceerd door Hans Rebel. De vleugelspanwijdte is 12-13 mm. De typelocatie is Oostenrijk en het zuidwesten van Duitsland. De soort komt voor in Noord-, Midden- en Oost-Europa en in het noordwesten en westen van Rusland. De waardplant is de fijnspar (Picea abies).

## Synonymie
- Acanthophila latipennella (Rebel, 1937) Zeller, 1939
  - Xystophora latipennella Rebel, 1937
  - Acanthophila latipennella (Rebel, 1937) Povolný, 1980
  - Dichomeris latipennella (Rebel, 1937)
- Acompsia scotosiella Hackman, 1945
  - typelocatie: "Finland, Kuolemajärvi"
- Acanthophila piceana Šulcs, 1968
  - typelocatie: "Letland, Ogre"
- Dichomeris steueri Povolný, 1978
  - typelocatie: "Germany, Schwarzatal, Bad Blankenburg, Thüringerwald"
- Dichomeris obscura Ponomarenko, 1998, junior homoniem van Dichomeris obscura Li & Zheng, 1997 = Acanthophila obscura